# Bernie Wrightson

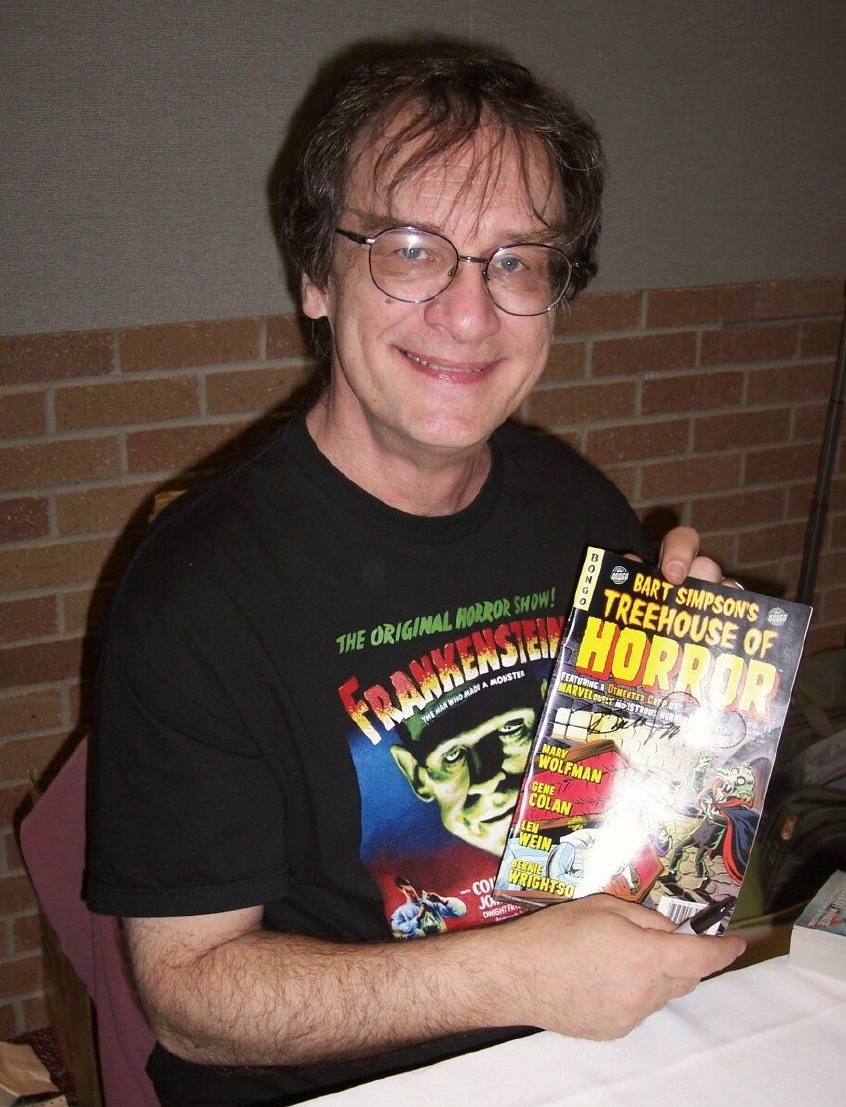
Bernie Wrightson (2006)

Bernie „Berni“ Wrightson (* 27. Oktober 1948 in Baltimore, Maryland; † 18. März 2017 in Austin, Texas) war ein US-amerikanischer Comiczeichner, der vor allem durch seine Horror-Comics wie Swamp Thing bekannt wurde.

## Leben
Bernie Wrightson kam nach einigen Jahren als Karikaturist bei der Zeitung The Baltimore Sun im Jahr 1968 zu DC Comics und zeichnete für zahlreiche Heftserien, darunter House of Mystery und House of Secrets. 1971 schuf er zusammen mit Autor Len Wein die Horror-Figur Swamp Thing, welche schon ein Jahr später ihre eigene Heftreihe bekam. 1974 ging Wrightson zum Verlag Warren Publishing und zeichnete für die schwarz-weiß-Magazine Eerie, Creepy und Vampirella. Es folgte eine Comicadaption des Filmes Creepshow von Stephen King. 1983 schuf er für den Verlag Marvel eine Adaption des Romans Frankenstein. Ende der 1980er Jahre fertigte er ein Spider-Man-Album, ein Album mit Hulk und Das Ding sowie eine Miniserie in vier Heften für DC: Batman: The Cult. Außerdem fertigte er Illustrationen für die Horror-Comic-Sammlung The Reaper of Love and Other Stories an, die 1989 im Norbert Hethke Verlag als Sammelband Schnitter der Liebe und andere Geschichten erschien. 1991 folgte noch eine Miniserie: Punisher P.O.V.
Bernie Wrightson war mit der Comiczeichnerin Michele Wrightson (1941–2015) verheiratet, mit der er zwei Söhne hatte. Beide waren einige Zeit vor ihrem Tod geschieden.

## Auszeichnungen und Preise (Auswahl)
- 1986: Eisner Award/Bob Clampett Humanitarian Award, zusammen mit Jim Starlin
- 1994: Harvey Award/Best New Series für Captain Sternn, zusammen mit Shepard Hendrix

Die Folge 16 der siebten Staffel, das Staffelfinale, der TV-Serie The Walking Dead wurde Bernie Wrightson gewidmet.